# Giorgio Stivanello
Giorgio Stivanello (ur. 13 lipca 1932 w Wenecji; zm. 18 maja 2010 w Vicenzy) – włoski piłkarz, grający na pozycji napastnika.

## Kariera piłkarska
Wychowanek Venezii, w barwach którego w 1953 rozpoczął karierę piłkarską. W 1953 przeszedł do Padovy. W latach 1956–1962 bronił barw Juventusu. W sezonie 1960/61 został wypożyczony do Lazio. W 1962 wrócił do Venezii. W sezonie 1963/64 występował w Jesi.
Zmarł w 2010 roku w wieku 77 lat.

## Sukcesy i odznaczenia

### Sukcesy klubowe
Juventus
- mistrz Włoch (2x): 1957/58, 1959/60
- zdobywca Pucharu Włoch (2x): 1958/59, 1959/60